# 商业旗帜报
《商业旗帜报》（英語：Business Standard）是由商业标准私人有限公司出版的印度英语日报， 也有印地语版本。该报成立于1975年，除了提供一系列其他金融新闻、观点和評論外，还會广泛报道印度经济、基建设施、国际商贸、股票、货币市场以及公司治理之領域。
主要英文版来自12个区域中心，孟买、新德里、加尔各答、班加罗尔、哥印拜陀、钦奈、艾哈迈达巴德、海得拉巴、昌迪加尔、浦那、勒克瑙、布巴内斯瓦尔和科契，其读者遍及印度1,000多个城镇。 